# 1935 no cinema

## Nascimentos

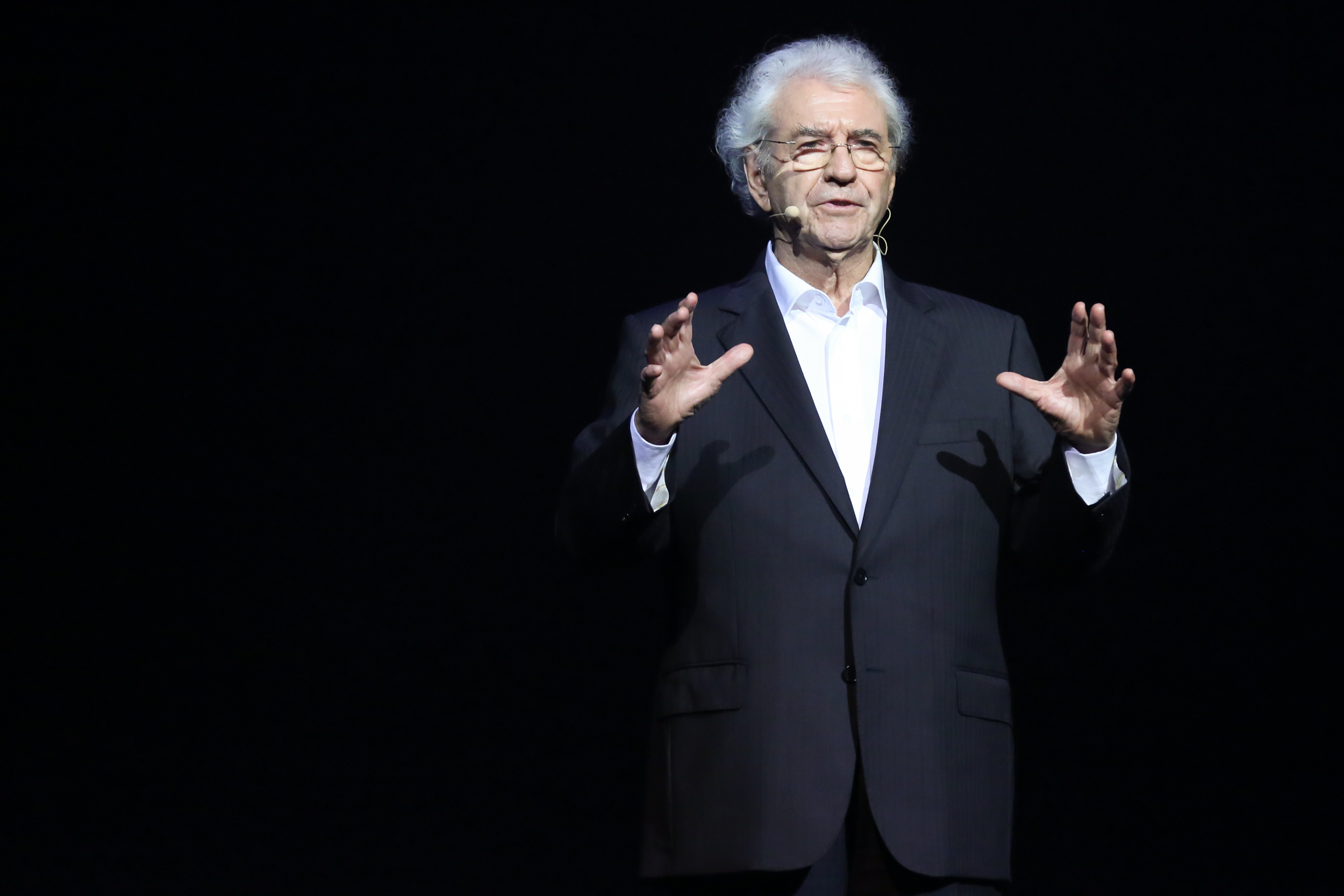
Juca de Oliveira, ator, diretor e dramaturgo brasileiro

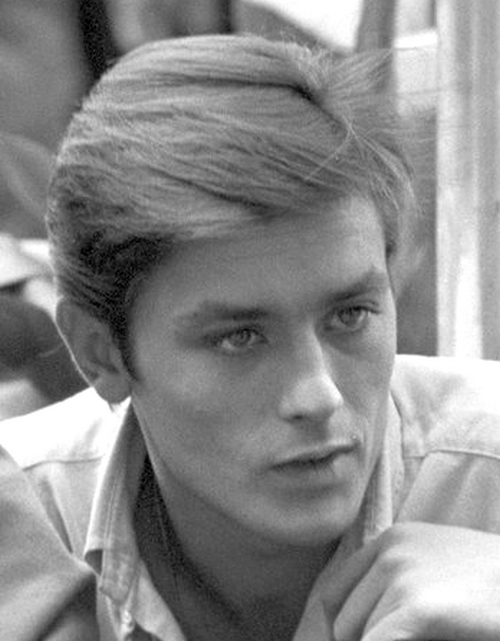
Alain Delon, ícone do cinema francês

| Data            | Nome                    | Profissão               | Nacionalidade  | Observações | Ref |
| --------------- | ----------------------- | ----------------------- | -------------- | ----------- | --- |
| 5 de janeiro    | Roberto Maya            | ator                    | Brasil         |             |     |
| 13 de janeiro   | Renato Aragão           | humorista               | Brasil         |             |     |
| 11 de maio      | Doug McClure            | ator                    | Estados Unidos |             |     |
| 8 de janeiro    | Elvis Presley           | músico e ator           | Estados Unidos |             |     |
| 16 de janeiro   | Older Cazarré           | ator e dublador         | Brasil         | m. 1992     |     |
| 19 de janeiro   | Maria Alice Vergueiro   | atriz                   | Brasil         |             |     |
| 21 de fevereiro | Norma Bengell           | atriz                   | Brasil         |             |     |
| 26 de fevereiro | António da Cunha Telles | cineasta                | Portugal       |             |     |
| 16 de março     | Juca de Oliveira        | ator                    | Brasil         |             |     |
| 24 de abril     | Ivone Silva             | atriz                   | Portugal       | m. 1987     |     |
| 1 de junho      | Percy Adlon             | cineasta                | Alemanha       |             |     |
| 17 de julho     | Donald Sutherland       | ator                    | Canadá         |             |     |
| 7 de agosto     | Yoná Magalhães          | atriz                   | Brasil         |             |     |
| 12 de agosto    | John Cazale             | ator                    | Brasil         | m. 1978     |     |
| 29 de agosto    | William Friedkin        | cineasta                | Estados Unidos |             |     |
| 1 de setembro   | Cacilda Lanuza          | atriz                   | Brasil         |             |     |
| 1 de outubro    | Julie Andrews           | atriz e cantora         | Reino Unido    |             |     |
| 5 de outubro    | Tarcísio Meira          | ator                    | Brasil         |             |     |
| 18 de outubro   | Peter Boyle             | ator                    | Brasil         | m. 2006     |     |
| 24 de outubro   | Rosamaria Murtinho      | atriz                   | Brasil         |             |     |
| 8 de novembro   | Alain Delon             | ator                    | França         |             |     |
| 11 de novembro  | Bibi Andersson          | atriz                   | Suécia         |             |     |
| 29 de novembro  | Diane Ladd              | atriz                   | Estados Unidos |             |     |
| 1 de dezembro   | Woody Allen             | cineasta, ator e músico | Estados Unidos |             |     |
| 1 de dezembro   | Leandro Castellani      | cineasta                | Itália         |             |     |
| 8 de dezembro   | Hans-Jürgen Syberberg   | cineasta                | Alemanha       |             |     |
| 14 de dezembro  | Lee Remick              | atriz                   | Estados Unidos | m. 1991     |     |
| 22 de dezembro  | Paulo Rocha             | cineasta                | Portugal       |             |     |
| 28 de dezembro  | Fernando Lopes          | cineasta                | Portugal       |             |     |

## Mortes
| Data          | Nome                 | Profissão                    | Nacionalidade | Observações | Ref |
| ------------- | -------------------- | ---------------------------- | ------------- | ----------- | --- |
| 8 de Setembro | William K.L. Dickson | diretor, produtor e inventor | França        | n. 1860     |     |